# Irina Björklund
Irina Felicia Björklund (* 7. Februar 1973 in Danderyd, Schweden) ist eine finnische Schauspielerin und Sängerin.

## Leben
Irina Björklund ist die Enkelin der Schauspielerin Tuire Orri. Sie wurde in Danderyd, nördlich der schwedischen Hauptstadt Stockholm geboren. Bereits in ihrer Kindheit zog die Familie nach Finnland, wo sie eine Französische Schule besuchte. Durch die berufliche Situation ihres Vaters verbrachte Björklund auch einige Zeit in Frankreich. Sie besuchte eine Ballettschule und wollte ursprünglich Tänzerin werden, bevor sie 1993 ein Schauspielstudium an der Theaterakademie Helsinki aufnahm, welches sie 1996 zu Gunsten eines Theaterengagements am Schwedischen Theater in Helsinki wieder abbrach.
Ihr Filmdebüt gab Björklund in einer Nebenrolle an der Seite ihres späteren Ehemannes Peter Franzén in der von Pekka Parikka inszenierten Literaturverfilmung Tie naisen sydämeen, welches auf einem Roman von Ilkka Kylävaara basierte. Ihre erste Hauptrolle hatte sie drei Jahre später ebenfalls an der Seite ihres Mannes, als sie als in dem preisgekrönten Kriegsdrama Ambush 1941 – Spähtrupp in die Hölle die Figur der Lotta Kaarina Vainikainen verkörperte. Für ihre Darstellung erhielt sie ihre erste Nominierung als Beste Hauptdarstellerin für den nationalen Filmpreis Jussi. Mit ihrer zweiten Nominierung für die Darstellung der Milla in dem Liebeskrimi Minä ja Morrison zwei Jahre später wurde sie zum ersten Mal ausgezeichnet.
Nachdem sie bereits mit Samuli Edelmann einige Duette, darunter Verenpisara und Niin kaunis on maa aufnahm, veröffentlichte Björklund 2011 mit dem französischsprachigen Album Chanson d'automne ihr erstes Musikalbum. Seitdem folgten mit La vie est une fete und Ce soir tout peut arriver zwei weitere Alben. Ihren größten Erfolg feierte sie dabei mit ihrem zweiten Album, welches bis auf Platz 2 der Finnischen Albencharts brachte.
Björklund ist seit 1996 mit dem finnischen Schauspieler Peter Franzén verheiratet. Das Paar lebte von 1999 bis 2013 in Los Angeles und hat einen gemeinsamen Sohn. Sie spricht fließend Schwedisch, Finnisch, Französisch und Englisch.

## Filmografie (Auswahl)
- 1996: Tie naisen sydämeen
- 1999: Ambush 1941 – Spähtrupp in die Hölle (Rukajärven tie)
- 2001: Minä ja Morrison
- 2003: The Third Wave – Die Verschwörung (Den tredje vågen)
- 2004: Honey Baby
- 2004: Lost
- 2006: Trouble with Sex
- 2007: Colorado Avenue
- 2008: Blackout
- 2009: The Butcher – The New Scarface (The Butcher)
- 2010: Priest of Evil (Harjunpää ja pahan pappi)
- 2010: The American
- 2011: Painting in the Rain
- 2012: Road North – Nordwärts (Tie pohjoiseen)
- 2018: Bordertown (Sorjonen, Fernsehserie, vier Folgen)

## Diskografie (Auswahl)
- Oh l'aumor (2006)
- Vintage Espresso (2007)
- Chanson D'automne (2011)
- La vie est une fete (2014)
- Ce soir tout peut arriver … (2015)